# Mission Santa Barbara

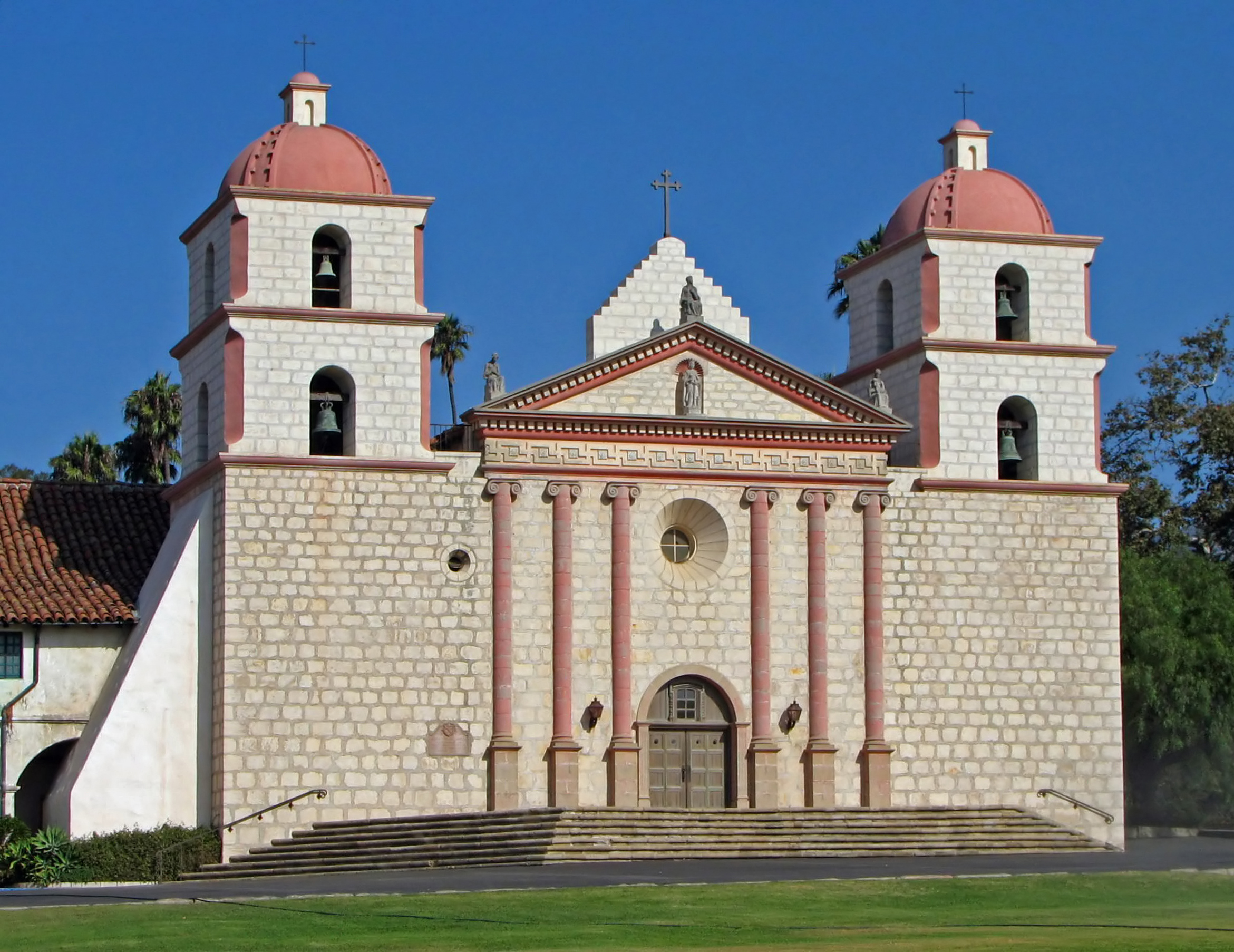
La chapelle

La mission Santa Barbara (en espagnol : Misión de Santa Bárbara, Virgen y Mártir), connue comme la « reine des missions »[réf. nécessaire], a été fondée le 4 décembre 1786 par le père Fermín Francisco de Lasuén, quatre ans après la fondation de la forteresse (Presidio) qui fut à l'origine de la ville de Santa Barbara en Californie. La mission était la dixième fondée par les franciscains en Haute-Californie. Elle est, avec la mission San Luis Rey, l'une des deux missions occupées en continu par les franciscains depuis leur fondation.

## Construction et reconstruction de la chapelle

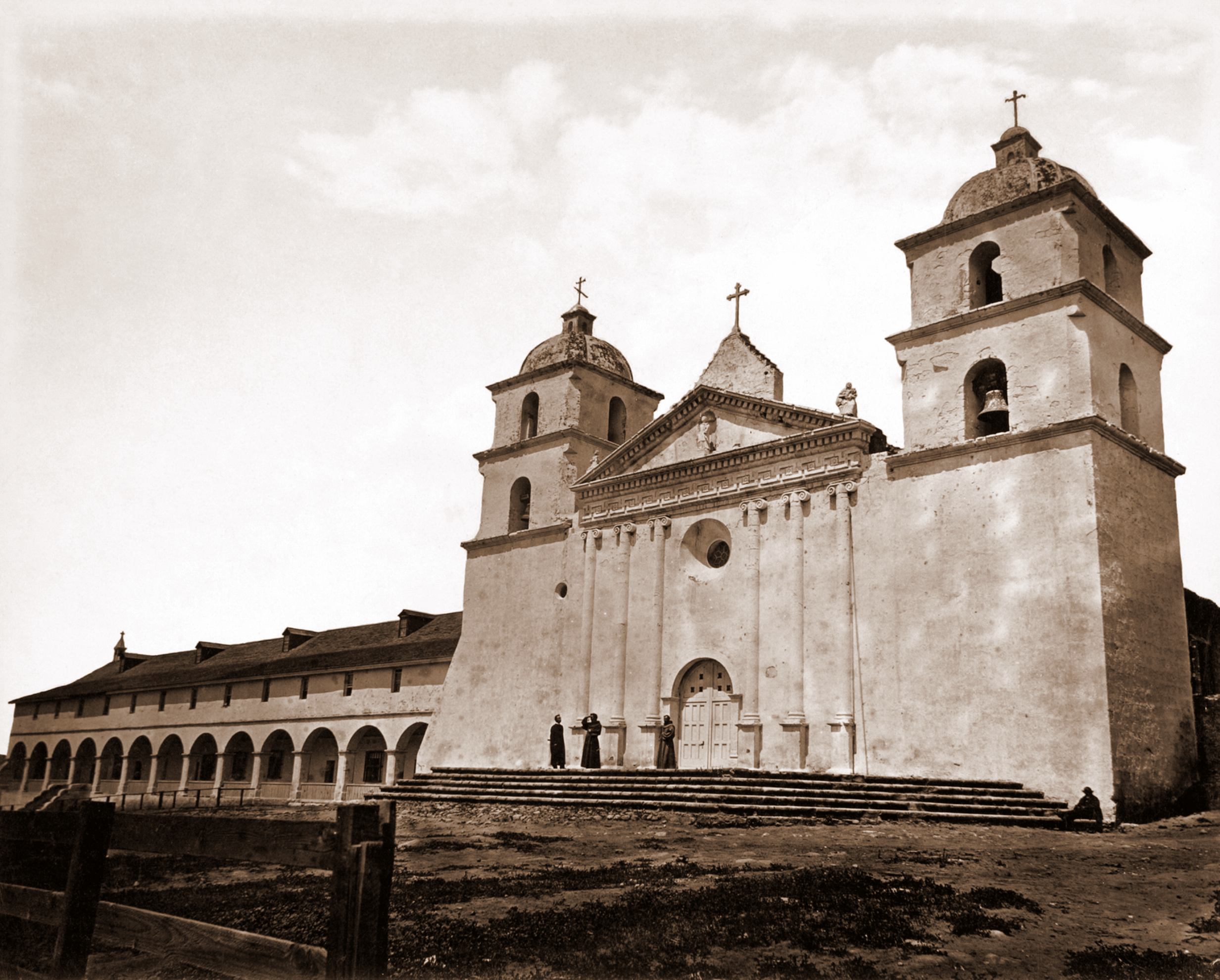
La chapelle de la Mission Santa Barbara en 1876

La chapelle qui est visible aujourd'hui a été précédée par trois constructions datant de 1787, 1789 et 1793-94. La troisième, un édifice assez imposant en adobe et tuiles rouges, est détruite dans le tremblement de terre de 1812.
La construction de la quatrième chapelle (cette fois en grès) est entamée en 1815, en utilisant principalement le travail en servitude de la tribu indigène locale, les Chumash, sous la direction du maître tailleur de pierre, Antonio Ramírez. Le site choisi par les pères franciscains est en hauteur et à mi-chemin entre l'océan Pacifique et les montagnes de Santa Ynez. La chapelle sera consacrée en 1820 par le père Fermín Lasuén, qui est devenu président de la chaine de missions californiennes après la mort de Junípero Serra.
La chapelle est à nouveau endommagée par un tremblement de terre en juin 1925. Les deux clochers sont complètement détruits, mais les murs ne sont pas touchés, grâce à leurs épais contreforts. Les clochers sont reconstruits à l'identique en réutilisant, dans la mesure du possible, les matériaux de construction de la troisième chapelle.

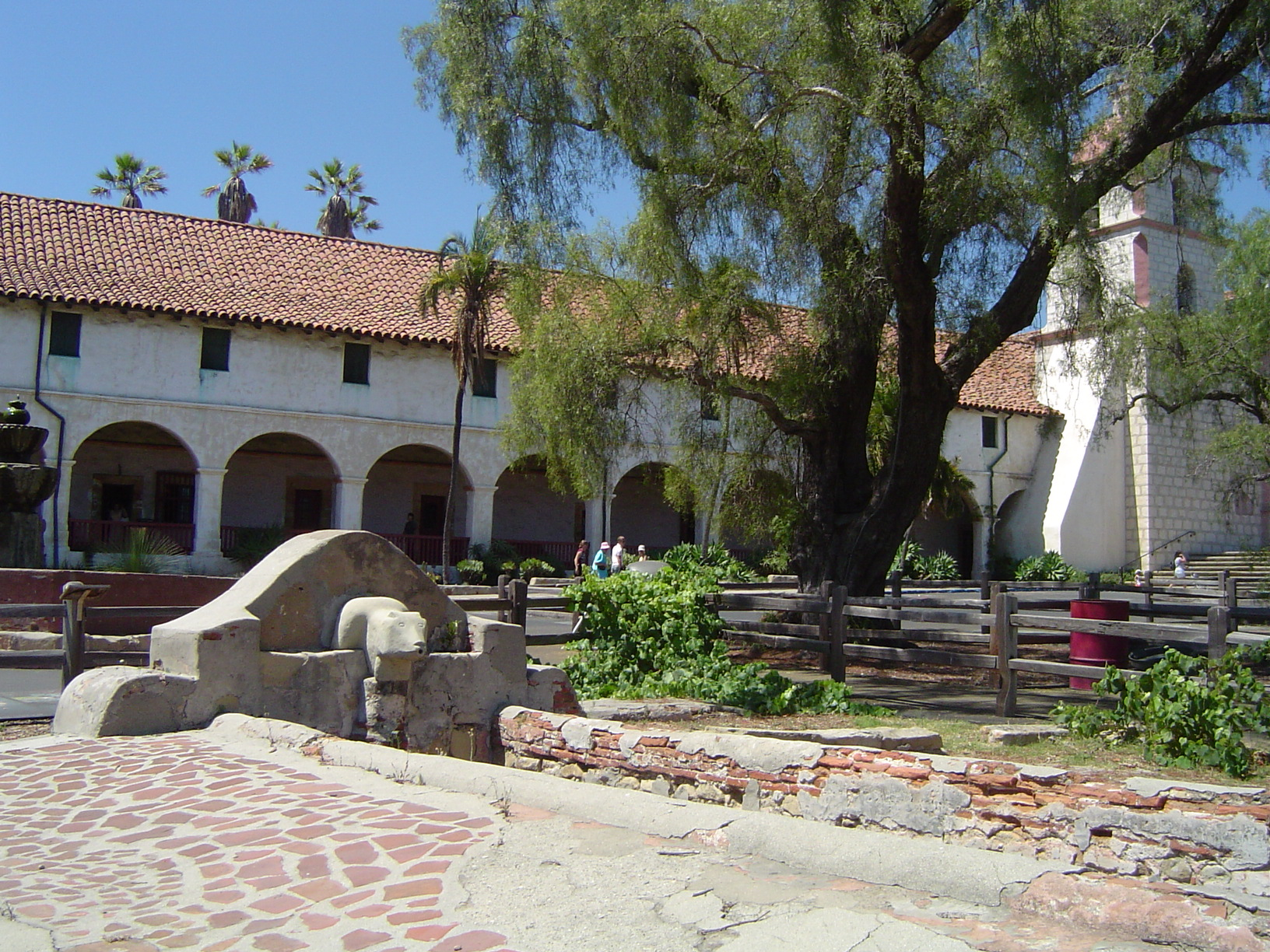
Le lavoir de la mission

Entre 1950-1953, la façade est démolie et une fois de plus reconstruite à l'identique afin de réparer les dégâts causés par la désintégration d'une partie de la fondation en béton.
L'intérieur de la chapelle n'a pas changé depuis 1820.
Les vestiges de l'infrastructure d'origine se trouvent à l'est de la mission sur une parcelle qui est actuellement un parc municipal connu sous le nom de Mission Historical Park. Ces ruines comprennent des cuves de tannage, un four à poterie, et une maison de garde. En outre, il y avait un vaste système de distribution d'eau, avec des aqueducs, un système de filtration, deux réservoirs et un moulin à farine à eau. Près de l'entrée de la mission se trouvent la fontaine et le lavoir d'origine.

## La mission et la population Chumash
La mission Santa Barbara faisait partie d'un plan plus large du royaume d'Espagne pour protéger sa revendication sur l'Alta California contre des puissances coloniales rivales (Russie et Grande-Bretagne). La mission devait transformer les autochtones locaux (la tribu Chumash pour Mission Santa Barbara) en citoyens espagnols par la conversion au catholicisme et en faisant d'eux des membres productifs de l'économie coloniale espagnole.

### L'économie missionnaire
La principale activité économique des missions dans la region occupée par les Chumash était l'élevage et les produits connexes (peaux et suif). La taille moyenne du troupeau de bétail de la mission de Santa Barbara était un peu supérieure à 14 000 animaux durant la période 1806-1810. Un grand nombre de travailleurs Chumash était nécessaire pour s'occuper de ce troupeau et pour répondre aux autres besoins de la mission. En même temps, les grands troupeaux ont perturbé le système sophistiqué de chasse et de cueillette des Chumash, entraînant une précarité accrue pour la tribu. Cela a aggravé le stress démographique provoqué, avant même la construction de la mission, par les épidémies de maladies européennes contre lesquelles les Chumash n'avaient aucune immunité.
En 1803, 1792 membres de la tribu Chumash habitaient dans les 234 cabanons qui entouraient la Mission. En 1820, la population Chumash de la mission était tombée à 1132 personnes et, en 1823, à 962 personnes. Dans les archives franciscaines, il n'y a pas d'explication explicite de cette chute dramatique de la population Chumash, mais dans toutes les missions californiennes le taux de mortalité dépassait systématiquement les taux de natalité,. Des sources modernes attribuent cet effondrement démographique aux mauvais traitements, le surmenage, la malnutrition, la violence et la maladie,.

### Rébelion Chumas

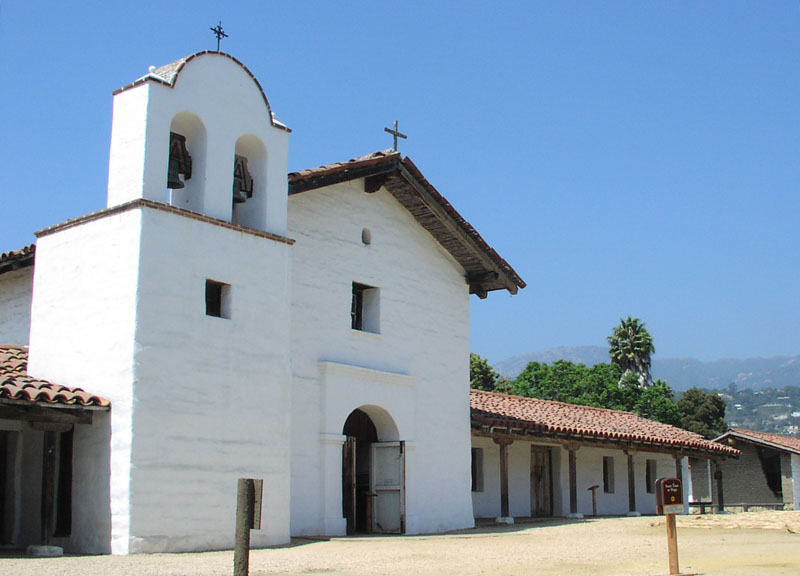
Le presidio de Santa Barbara

Dans le contexte d'une rébellion Chumash plus large affectant également les missions Purisima et Santa Inés, les Chumash de Santa Barbara se sont rebellés contre le système de travail forcé. Le 22 février 1824, ils ont pris et pillé la mission et ont forcé les soldats qui y étaient stationnés à retourner au presidio de Santa Barbara. Après une bataille indécise menée contre les soldats du presidio, la plupart des Chumash se sont retirés à travers les montagnes de Santa Ynes.
Dans une première phase de la rébellion, des tribunaux militaires ont menacé de mort tout Chumash qui refusait de retourner à sa mission. Entre-temps, des pénuries alimentaires se développaient dans les missions touchées par la rebellion (en raison du manque de main-d'œuvre indigène) et dans les villages où les Chumash s'étaient réfugiés (qui n'avaient pas l'habitude de nourrir autant de monde). Les pères franciscains ont demandé au gouverneur de la Californie de pardonner les Chumash rebelles et le pardon a été accordé. Deux expéditions militaires ont été envoyées après les rebelles Chumash; le premier ne les a pas trouvés et le second a négocié avec les Chumash, utilisant le pardon du gouverneur comme incitation, et a convaincu une majorité de retourner dans les missions avant le 28 juin. Selon un recensement effectué le 28 juin 1824, 816 Chumash sont revenus, sur une population d'un peu moins de 1000 personnes avant la rébellion.
Entre 1836-1839, la population Chumash autour de la mission a chuté de 481 à 246. En 1854, les archives indiquaient que "seuls quelques Indiens se trouvaient dans la zone de la mission".

## Sécularisation des missions de la Californie
Le 17 août 1833, le Congrès mexicain a adopté une loi pour la sécularisation des missions de Californie. L'acte a nationalisé les missions, transférant leur propriété de l'ordre franciscain aux autorités mexicaines. En ce que concern la mission Santa Barbara, toutes ses terres ont été vendues ou données en 1835, mais les bâtiments de la mission sont restés sous le contrôle de l'Église catholique et deviennent une église paroissiale. Ensuite, le père Presidente Narciso Durán, responsable des toutes les missions californiennes, transféra le siège des missions à Santa Barbara, faisant de la mission Santa Barbara le dépositaire de quelque 3 000 documents originaux qui avaient été dispersés dans les missions californiennes.
La Californie est devenue un état américain en 1850. Le président Abraham Lincoln a réstitué les missions à l'Église catholique le 18 mars 1865.

## La mission aujourd'hui
La mission est aujourd'hui une église catholique romaine détenue et gérée par les franciscains de la province de Santa Barbara.
Les 3 000 documents originaux déposés en 1833 à la mission au moment de la sécularisation constituent la base de la Bibliothèque d'archives de la mission de Santa Barbara (the Santa Barbara Mission-Archive Library). Ces documents font la lumière sur les activités des missions californiennes pendant la période coloniale. La Bibliothèque est une institution d'enseignement et de recherche indépendante à but non lucratif qui est distincte de la Mission Santa Barbara, mais occupe une partie des bâtiments de la mission. Certains franciscains siègent au conseil d'administration avec des universitaires et des membres de la communauté; l'institution est dirigée par un universitaire laïc.

## Galerie de photos

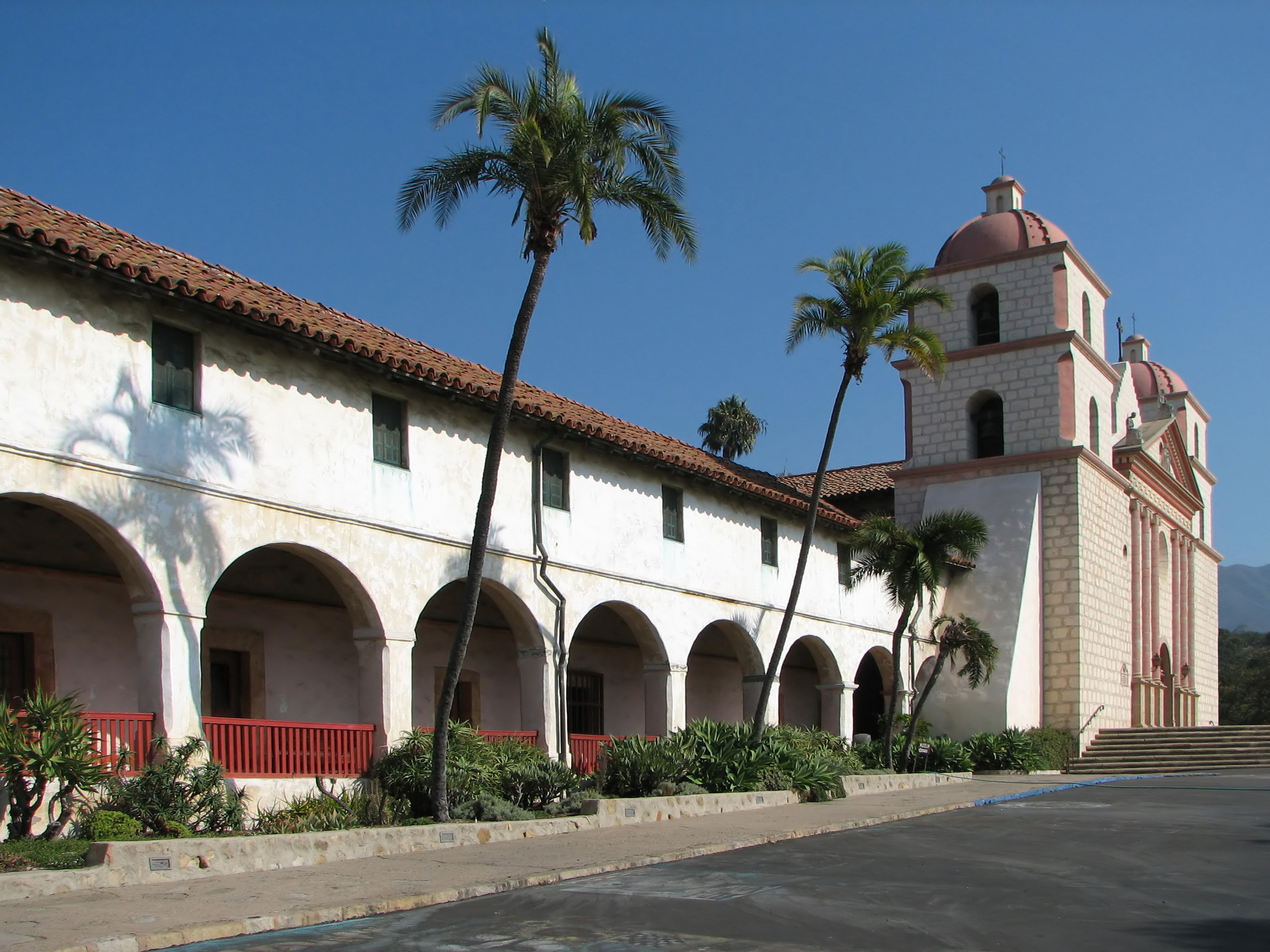
La façade et la chapelle
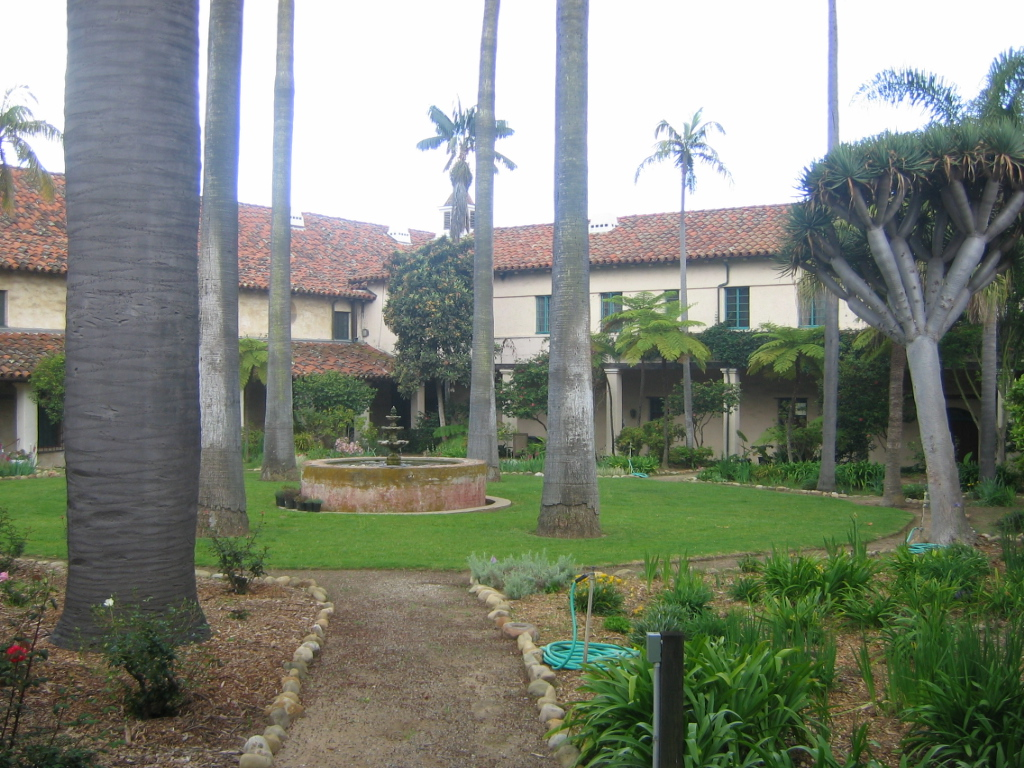
La cour intérieure
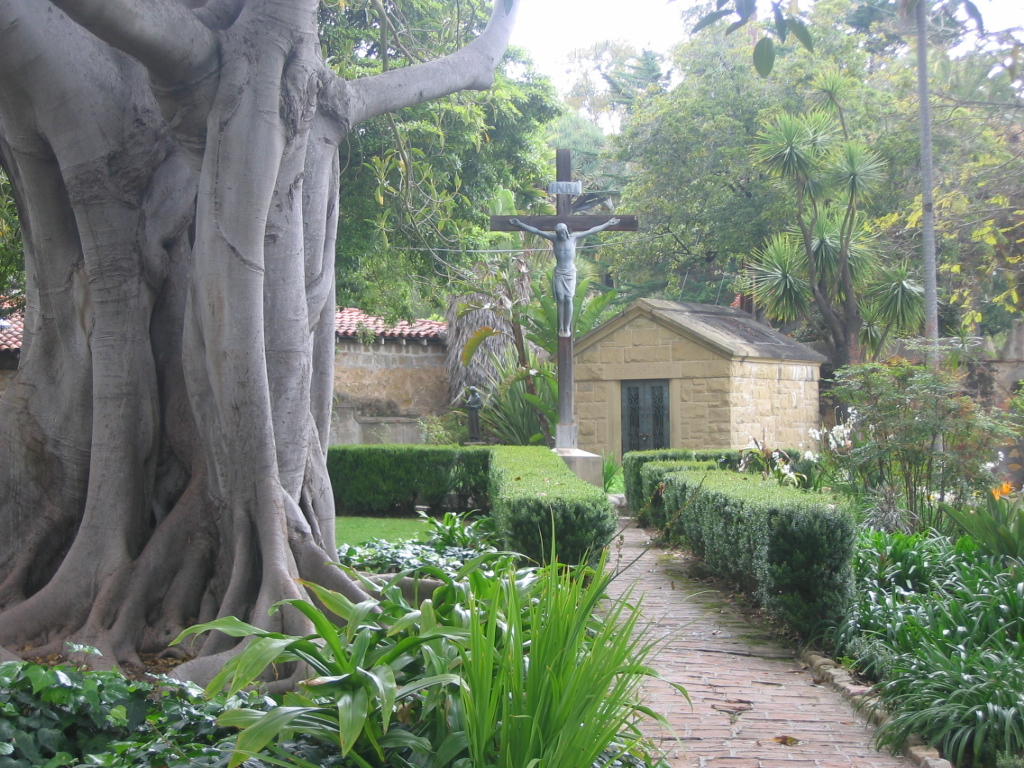
Le cimetière
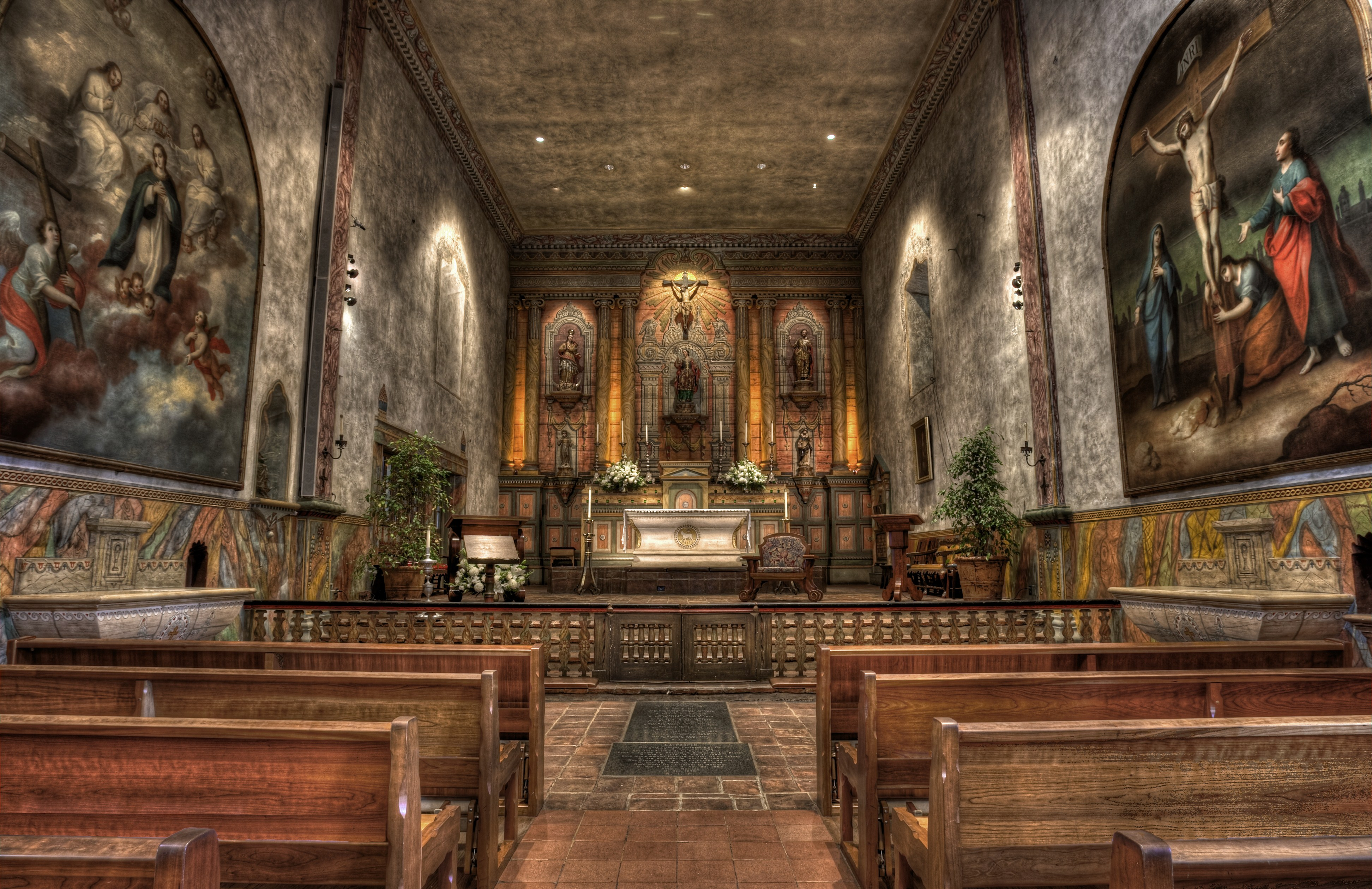
Intérieur de la chapelle